# Новобериславська сільська рада
Новоберисла́вська сільська́ ра́да — адміністративно-територіальна одиниця та орган місцевого самоврядування в Бериславському районі Херсонської області. Адміністративний центр — село Новоберислав.

## Загальні відомості
- Територія ради: 34,856 км²
- Населення ради: 1 058 осіб (станом на 2001 рік)
- Водоймища на території, підпорядкованій даній раді: Каховське водосховище.

## Населені пункти
Сільській раді підпорядковані населені пункти:
- с. Новоберислав

## Склад ради
Рада складається з 16 депутатів та голови.
- Голова ради: Лелюх Лідія Адилівна
- Секретар ради: Тіхонова Олена Миколаївна

### Керівний склад попередніх скликань
| Прізвище, ім'я, по батькові     | Основні відомості                                                         | Дата обрання | Дата звільнення |
| ------------------------------- | ------------------------------------------------------------------------- | ------------ | --------------- |
| Поспелько Валентин Миколайович  | Сільський голова, 1948 року народження, позапартійна                      | 26.03.2006   | 01.02.2008      |
| Сікорський Володимир Михайлович | Сільський голова, 1943 року народження, безпартійний                      | 30.11.2008   | 31.10.2010      |
| Лелюх Лідія Адилівна            | Сільський голова, 1969 року народження, освіта вища, член Партії регіонів | 17.07.2011   |                 |

Примітка: таблиця складена за даними сайту Верховної Ради України

### Депутати
За результатами місцевих виборів 2010 року депутатами ради стали:

#### За суб'єктами висування
| Суб'єкт висування                                       | Кількість обраних депутатів | %    |
| ------------------------------------------------------- | --------------------------- | ---- |
| Партія регіонів                                         | 9                           | 56,3 |
| Політична партія Всеукраїнське об'єднання «Батьківщина» | 4                           | 25   |
| Самовисування                                           | 3                           | 18,8 |

#### За округами
| № округу                                                | Прізвище, ім'я, по батькові    | Дата визнання обраним | Освіта  | Партійна приналежність | Відомості про обраного депутата                                                   |
| ------------------------------------------------------- | ------------------------------ | --------------------- | ------- | ---------------------- | --------------------------------------------------------------------------------- |
| Партія регіонів                                         |                                |                       |         |                        |                                                                                   |
| 3                                                       | Федюнін Ігор Вікторович        | 01.11.2010            | вища    | член Партії регіонів   | Комунальна установа «Бериславська ЦРЛ», лікар швидкої допомоги                    |
| 4                                                       | Омелянчук Олександр Васильович | 01.11.2010            | вища    | член Партії регіонів   | тимчасово не працює                                                               |
| 5                                                       | Савченко Олена Олександрівна   | 01.11.2010            | середня | член Партії регіонів   | Новобериславська сільська рада, технічний працівник                               |
| 6                                                       | Скрипка Лідія Михайлівна       | 01.11.2010            | вища    | член Партії регіонів   | Новобериславська сільська рада, інспектор з охорони громадського порядку          |
| 7                                                       | Утєва Ольга Василівна          | 01.11.2010            | середня | позапартійна           | тимчасово не працює                                                               |
| 8                                                       | Будько Олександр Олександрович | 01.11.2010            | вища    | член Партії регіонів   | ВАТ «Бериславський машинобудівний завод», старший зміни караулів служби охорони   |
| 11                                                      | Сухіна Алла Вікторівна         | 01.11.2010            | середня | позапартійна           | тимчасово не працює                                                               |
| 13                                                      | Пергат Дмитро Володимирович    | 01.11.2010            | середня | член Партії регіонів   | тимчасово не працює                                                               |
| 16                                                      | Курапова Галина Анатолівна     | 01.11.2010            | вища    | позапартійна           | пенсіонер                                                                         |
| Політична партія Всеукраїнське об'єднання «Батьківщина» |                                |                       |         |                        |                                                                                   |
| 9                                                       | Коваленко Сергій Валерійович   | 01.11.2010            | середня | позапартійний          | Фермерське господарство, механік                                                  |
| 10                                                      | Ревенко Юрій Гаврилович        | 01.11.2010            | середня | позапартійний          | тимчасово не працює                                                               |
| 14                                                      | Левчук Микола Миколайович      | 01.11.2010            | вища    | позапартійний          | Фермерське господарство                                                           |
| 15                                                      | Іваніцький Петро Васильович    | 01.11.2010            | вища    | позапартійний          | тимчасово не працює                                                               |
| Самовисування                                           |                                |                       |         |                        |                                                                                   |
| 1                                                       | Вешта Ольга Володимирівна      | 01.11.2010            | вища    | позапартійна           | Новобериславська сільська рада, секретар                                          |
| 2                                                       | Якубенко Євгеній Володимирович | 01.11.2010            | вища    | позапартійний          | приватний підприємець                                                             |
| 12                                                      | Тіхонова Олена Миколаївна      | 01.11.2010            | вища    | позапартійна           | Новобериславська загальноосвітня школа ІІІІ ст., вчитель математики і інформатики |